# Henri Guédon
Henri Guédon (* 22. Mai 1944 in Fort-de-France, Martinique; † 12. Februar 2006 in Paris) war ein französischer Musiker (Gesang, Perkussion, Komposition) und bildender Künstler. Er gilt als der Schöpfer des Zouk.

## Wirken
Guédon, der ursprünglich auch Judoka war, zog 1964 nach Paris, um bildende Kunst zu studieren. Dort gründete er seine erste Band La Contesta mit 20 Jahren. Im selben Jahr kam es zu Aufnahmen mit Alain Jean-Marie und André Condouant. Als Pionier der Modernisierung der afrokubanischen Musik gründete er 1970 zusammen mit Daniel Barda seine Big Band Jazz Caraïbes, in der er Boogaloo spielte, eine Mischung aus Soul, Rhythm and Blues und afrokubanischen Rhythmen. Bei den Auftritten stellte er die Perkussionen durch sehr lautes Spiel heraus.
Er prägte den späteren Genrebegriff Zouk und veröffentlichte 1972 das Album Cosmo Zouk, auf dem er mit zahlreichen Musikern aus der Karibik wie Don Gonzalo Fernandez, Nicole und Jacky Bernard, Claude Vamur sowie Michel Pacquit spielte. Er arbeitete zudem mit dem kubanischen Trompeter Arturo Sandoval, dem Posaunisten Glenn Ferris, den Saxophonisten Jo Maka und Bobby Rangell und dem Perkussionisten Sabu Martinez zusammen. 1979 erhielt er als Perkussionist einen Maracas d’Or.
Ende der 1970er Jahre stellte er die in New York entstandene Salsa in Frankreich vor; 1980 trat er im Olympia mit Musikern wie Andy Gonzalez, Barry Rogers, Mario Riveira, Nicky Marrero, Alfredo de La Fe, Johnny Rodriguez Jr, Marion Riviera, Eddie Martinez und Ray Romero auf.
Nach einem Konzert 1981 fusionierte Guédon auf seinen Alben Retour (1981), Afro-Blue (1982) und Afro-Temple (1984) weiter Jazz und karibische Perkussion. 1982 gründete er eine experimentelle Perkussionsgruppe. Im Jahr 1983 erhielt er den Grand Prix der Akademie Charles Cros für seine Légendes et contes des Antilles. Zwischen 1984 und 1988 war er international auf Tournee.
1988 veröffentlichte Guédon seine L'opéra Triangulaire, ein Jazz-Oratorium mit einem Sinfonieorchester, Bigband und Chor; den Auftrag dafür hatte er bereits 1983 erhalten. Im selben Jahr führte er Un poème symphonique mit Musikern des Orchesters der Provence Côte d’Azur und der Sängerin Carol Unpkin auf dem Festival von Avignon als Hommage an Aimé Césaire auf. 
1992 entstand in Bagneux seine Marseillaise en trois Continents. 1993 hatte in Courbevoie sein Nomadisme Musical aux Caraïbes, mit dem Instrumentalensemble Parenthès, der Sängerin Yolanda Hernandez und dem Pianisten Georges Rabol Premiere. 1995 spielte er mit seiner Latin Jazz Band das Programm Latin Be Bop. Sein vierzigjähriges Bühnenjubiläum feierte er 2004 im Jazzclub New Morning in Paris. Im folgenden Jahr gab er sein letztes Konzert auf seiner Heimatinsel Martinique.
Als Bildhauer schuf Guédon monumentale Freiheitsbäume. Die französische Post beauftragte ihn 1998 mit dem Design der Briefmarken zum 150. Jahrestag der Abschaffung der Sklaverei. 2003 installierte er im Saal des Gerichtsgebäudes von Fort-de-France sein Werk Zépol karé toubannman, das aus 1406 Flaschen Rum bestand.
Ferner komponierte Guédon Filmmusiken für verschiedene Filme wie Zan Boko (1988), Aïnama (Salsa pour Goldman) (1980) und Archipels (2007). Er ist auch auf Alben von Barney Wilen (Wild Dogs of the Ruwenzori) und Max Cilla (La Flûte des Mornes Volume 2) zu hören.
Guédon starb an den Folgen einer Herzoperation.